# Adamus Polonus
 (juillet 2014).
Si vous disposez d'ouvrages ou d'articles de référence ou si vous connaissez des sites web de qualité traitant du thème abordé ici, merci de compléter l'article en donnant les références utiles à sa vérifiabilité et en les liant à la section « Notes et références ».
Adamus Polonus (Adam Bochen, Adam Polak, Adam de Bochnia ou Adam Lowicz), né à Bocheń (près de Łowicz) et mort le 17 février 1514 à Cracovie, est un médecin, humaniste et philosophe polonais.
Adam étudia les arts à l'université de Cracovie. Il passa un baccalauréat en 1488 puis une maîtrise en 1492. Il étudia la médecine en Italie. Il sera très influencé par les œuvres de Platon qu'il fera découvrir aux intellectuels polonais.
Adam fut médecin de la cour du roi de Pologne Sigismond Ier de Pologne ainsi que pour les rois Jean Ier Albert Jagellon et Alexandre Ier Jagellon. 
Il était également professeur de médecine à l'université Jagellonne de Cracovie et recteur de cette université en 1510 et 1511.
En tant qu'humaniste, il s'opposa à la domination du clergé sur les personnels et membres laïcs de la société polonaise.
En 1508, il publia sa thèse humaniste : Statuum quatuor Dyalogus si assequendam immortalitate chez l'éditeur polonais Jan Haller.

## Œuvres
- 1489 : Fundamentum scienciae nobilissimae secretorum naturae
- 1507 : Dialogus... de quatuor statuum... immortalitatem contentione